# Ташлик (притока Марківки)
Ташлик — річка в Україні, у Крижопільському районі Вінницької області. Права притока Марківки (басейн Дністра).

## Опис
Довжина річки 19 км. Формується з багатьох безіменних струмків та водойм. Площа басейну 97,7 км². На деяких ділянках пересихає.
Притоки: Мельників Яр (права).

## Розташування
Бере початок у Савчиному. Тече переважно на південний захід і у Вербці впадає в Марківку, ліву притоку Дністра.
Населені пункти вздовж берегової смуги: Мар'янівка, Леонівка.